# Planet Rock
Planet Rock é uma estação de rádio digital britânica, pertencente a Bauer Media Audio UK e operada pela divisão Kiss Network. A estação transmite músicas de Rock Clássico.
Em dezembro de 2022 a estação tinha uma audiência semanal de 1,2 milhão de ouvintes, de acordo com Radio Joint Audience Research Limited (RAJAR).

## Operação
A estação foi fundada em 1999, inicialmente administrada pelo GWR Group, e operada pela Digital One. Posteriormente foi vendida para o consórcio Rock Show, de Malcolm Bluemel, em 2008. Em seguida, em 2013, foi adquirida pela Bauer Media Audio UK, que a colocou sob operação da Kiss Network.
A Planet Rock é uma estação de rádio exclusivamente digital, transmitindo na rede DAB (e através de TV digital e plataformas online). Está disponível no Reino Unido na Sky, Virgin Media, Freesat e Online, e para alguns locais via DAB.
Em 1º de março de 2016, a Planet Rock parou de transmitir via DAB para todo Reino Unido, transferindo-se para o multiplex Sound Digital, que cobre parcialmente o território britânico, perdendo as transmissões para Devon, Cornwall, partes da Escócia, País de Gales, East Anglia e outras áreas do Reino Unido. Algumas dessas áreas recuperaram o acesso à estação com a introdução de transmissores adicionais à rede SDL, no outono de 2018.

## História
A Planet Rock foi fundada, em 1999, como uma estação de rádio de Rock Clássico no Reino Unido.
Em 11 de fevereiro de 2008, a proprietária anterior, a GCap Media (incorporada posteriormente a Global Radio), anunciou que a estação fecharia em 31 de março de 2008, junto com a estação irmã The Jazz, a menos que um comprador tivesse interesse em adquiri-las. Segundo declaração do ex-apresentador Fish, isso não se deveu à lucratividade do Planet Rock, que havia sido relatada como boa, mas sim a situação financeira da GCap Media. A popularidade da estação no rádio digital rendeu polêmicas sobre à ameaça de fechamento. Embora a The Jazz tenha cessado sua transmissão, uma campanha por parte dos ouvintes fez com que diversos compradores manifestassem interesse na aquisição da Planet Rock, incluindo um consórcio liderado publicamente pelo guitarrista do Queen, Brian May.
Em 4 de junho de 2008, a Planet Rock foi vendida a um consórcio liderado por Malcolm Bluemel, com participações de Tony Iommi, Ian Anderson, Gary Moore e Fish. Não houve interrupção na transmissão e a programação permaneceu inalterada.
Em 25 de setembro de 2012, foi noticiado que Malcolm Bluemel buscava um comprador, pois tinha interesse em vender a estação.
Em 6 de fevereiro de 2013, a Planet Rock foi comprada pela Bauer Media por um valor entre £ 1 milhão e £ 2 milhões.
Em 23 de maio de 2013, a Bauer Media anunciou que a transmissão de Planet Rock estaria disponível em banda FM para West Midlands, ocupando a frequência 105,2, a partir de 14 de junho de 2013, até então usada pela Kerrang! em Birmingham. Toda a programação era produzida em Londres, e a Kerrang! continuou a ser transmitida nas plataformas digitais.
Às 8 a.m. de 7 de setembro de 2015, a frequência 105,2 FM a Planet Rock foi substituída pela Absolute Radio.
A partir de 1º de março de 2016, a Planet Rock mudou do multiplex Digital One DAB para o multiplex Sound Digital DAB. Devon, Cornwall, partes da Escócia e País de Gales e algumas outras áreas não recebiam mais a transmissão da Planet Rock no novo sistema. Entre o final de 2017 e início de 2018 novos transmissores começaram a operar em Pontop Pike e Ely, ampliando a área de alcance das estações que transmitiam através do conjunto Sound Digital.
A Planet Rock também promove e realiza seus próprios eventos, com destaque para o 'Rockstock', um festival de rock. Em 2017, a Planet Rock lançou sua própria revista, que levava seu nome. A revista foi editada por Paul Brannigan e publicada bimestralmente até 2020.

## Apresentadores Notáveis
Desde 2006, a Planet Rock possuí estrelas do rock como apresentadores, que realizaram séries de programas curtos ou apresentaram programas semanais ou mensais de longa duração.
O programa de rádio de Alice Cooper, Breakfast With Alice Cooper, foi transmitido no Reino Unido, para uma audiência matutina entre  6 a.m. e 9 a.m., até 17 de janeiro de 2011, quando mudou de horário e nome, passando a ser Nights With Alice Cooper .
Os apresentadores ainda incluem o cantor da banda Def Leppard, Joe Elliott, que apresentou um semanal de sábado à noite às 6 p.m., a partir junho de 2010. O cantor da banda Thunder, Danny Bowes, apresenta um semanal todos os domingos entre 10 a.m. e 12 p.m., e o ex-líder do Little Angels, atualmente no Wayward Sons, Toby Jepson, possuí um programa nas tardes de domingo, das 5 p. m. às 19 p. m.
Outros apresentadores que passaram pela programação da Planet Rock foram: Rick Wakeman, apresentador nas manhãs de sábado por cinco anos, até dezembro de 2010; Gary Moore apresentou a série Blues Power em 2008; Tony Iommi, do Black Sabbath, apresentou a série Black Sunday; o vocalista do Jethro Tull, Ian Anderson, apresentou o Under The Influence; o guitarrista do Roxy Music, Phil Manzanera, apresentou duas séries curtas para a estação em 2007 e 2009; o ex-vocalista do Marillion, Fish, apresentou o Fish On Fridays; o guitarrista do Thin Lizzy, Scott Gorham, foi apresentador em 2010; o cantor europeu Joey Tempest teve um programa nas noites de domingo até o início de 2011; Francis Rossi, do Status Quo, apresentou uma série de treze episódios em junho de 2011; Al Murray tinha um programa nas manhãs de domingo até 2015; e Hairy Bikers apresentava o Hairy Rock Show, também aos domingos, de 2015 a 2020.